# Levelek Júliának
A Levelek Júliának (eredeti cím: Letters to Juliet) 2010-ben bemutatott amerikai romantikus filmvígjáték-dráma, mely Gary Winick utolsó filmrendezése volt. A főbb szerepekben Amanda Seyfried, Christopher Egan, Vanessa Redgrave, Gael García Bernal és Franco Nero látható. A film ötletét Lise és Ceil Friedman 2006-ban kiadott könyve, a Letters to Juliet adta.
2010. május 14-én került az amerikai mozikba, a magyar mozik 2010. augusztus 10-én kezdték vetíteni.

## Cselekmény
Sophie (Amanda Seyfried) fiatal amerikai nő, aki a The New Yorker magazinnál dolgozik tényfeltáróként, ám újságírói álmokat dédelget. Vőlegényével, a szenvedélyes munkamániás Victorral (Gael García Bernal) Veronába, Olaszországba utaznak előnászútra. A férfit nem indítja meg az olasz romantika, az időt arra fordítja, hogy belevesse magát a helyi gasztronómiába; helyi beszállítókat, partnereket találjon New York-i étterme megnyitásához.
Sophie egyedül indul Verona felfedezésére és betéved Shakespeare Júliájának házához, ahol lányok-asszonyok hagynak leveleket jelképesen a romantikus hősnőnek címezve. Hamarosan felfedezi, hogy ezekre a levelekre önkéntesek válaszolnak. Sophie rábukkan egy ötven éve megírt levélre, melyet egy angol lány – Claire – írt Júliának, amikor beleszeretett egy Lorenzo Bartolini nevű olasz ifjúba. Sophie válaszol neki mintegy fél évszázaddal a történtek után, amire meglepetésére megjelenik a levél írója, akit Vanessa Redgrave alakít. A lány csatlakozik Claire-hez és az öntelt unokájához (Christopher Egan), együtt indulnak a rég elvesztett kedves keresésére Toszkána csodálatos vidékein.

## Szereplők
- Amanda Seyfried Sophie Hall, New York-i tényfeltáró riporter
- Christopher Egan Charlie Wyman, Claire unokája, aki arisztokratikus brit nevelést kapott és rossz véleménnyel van nagymamája olasz kalandjai iránt
- Vanessa Redgrave Claire Smith-Wyman, aki 50 évvel ezelőtt Shakespeare Júliájának írt levelet és abban reménykedik, hogy sikerül megtalálnia egykori szerelmét, Lorenzót
- Franco Nero Lorenzo Bartolini, Claire szerelme
- Gael García Bernal Victor, Sophie szakács vőlegénye, aki szenvedélyes gasztro-fanatikus
- Luisa Ranieri Isabella, Júlia titkárnője
- Marina Massironi Francesca, Júlia titkárnője
- Lidia Biondi Donatella, Júlia titkárnője
- Milena Vukotic Maria, Júlia titkárnője
- Oliver Platt Bobby, a The New Yorker szerkesztője
- Daniel Baldock Lorenzo Jr., Lorenzo idősebb fia
- Stefano Guerrini Lorenzo III, Lorenzo unokája
- Ashley Lilley Patricia, Charlie unokatestvére
- Luisa De Santis Angelina, Isabella édesanyja, igazi olasz „mamma”

## Érdekességek
- Lise Friedman és Ceil Friedman "Letters to Juliet" című könyve adta a film alapötletét. Amikor Ceil és férje Veronába költözött, ő és nővére, Lise rábukkantak egy klubra, melyet Club di Giulietta-nak hívtak. A klub tagjai Júlia veronai házánál nap mint nap gyűjtik és megválaszolják a leveleket, melyekben szerelemről és kapcsolatokról kérnek tanácsokat lányok, asszonyok Shakespeare Júliájától. A klubot önkéntesek tartják fenn az 1930-as évektől kezdve. A Friedman nővérek nagyon sok kutatást végeztek és ezeket osztották meg az olvasókkal a sok fotóval, néhány levéllel is illusztrált könyvben, úgy, hogy az olvasónak is kedve támad megválaszolni ezeket a leveleket.
- Vanessa Redgrave és Franco Nero a valóságban is házasok.

## Fordítás
- Ez a szócikk részben vagy egészben  a   Letters_to_Juliet című angol Wikipédia-szócikk fordításán alapul.  Az eredeti cikk szerkesztőit annak laptörténete sorolja fel. Ez a jelzés csupán a megfogalmazás eredetét és a szerzői jogokat jelzi, nem szolgál a cikkben szereplő információk forrásmegjelöléseként.